# カナエ
株式会社カナエは、大阪府大阪市中央区に本社を置く包装材料・包装機械の製造販売ならびに包装加工会社。

## 沿革
- 1956年 - 株式会社カナエ創立。
- 1964年 - 医薬品製造業許可を取得。
- 1966年 - PTP包装機導入。
- 1972年 - 化粧品製造業許可を取得。
- 1975年 - 動物用医薬品製造業許可を取得。
- 1975年 - 食品製造業許可を取得。
- 1987年 - 医療用具製造業許可を取得。

## 参考
- 株式会社カナエ ホームページ